# 독립광장 (몬테비데오)

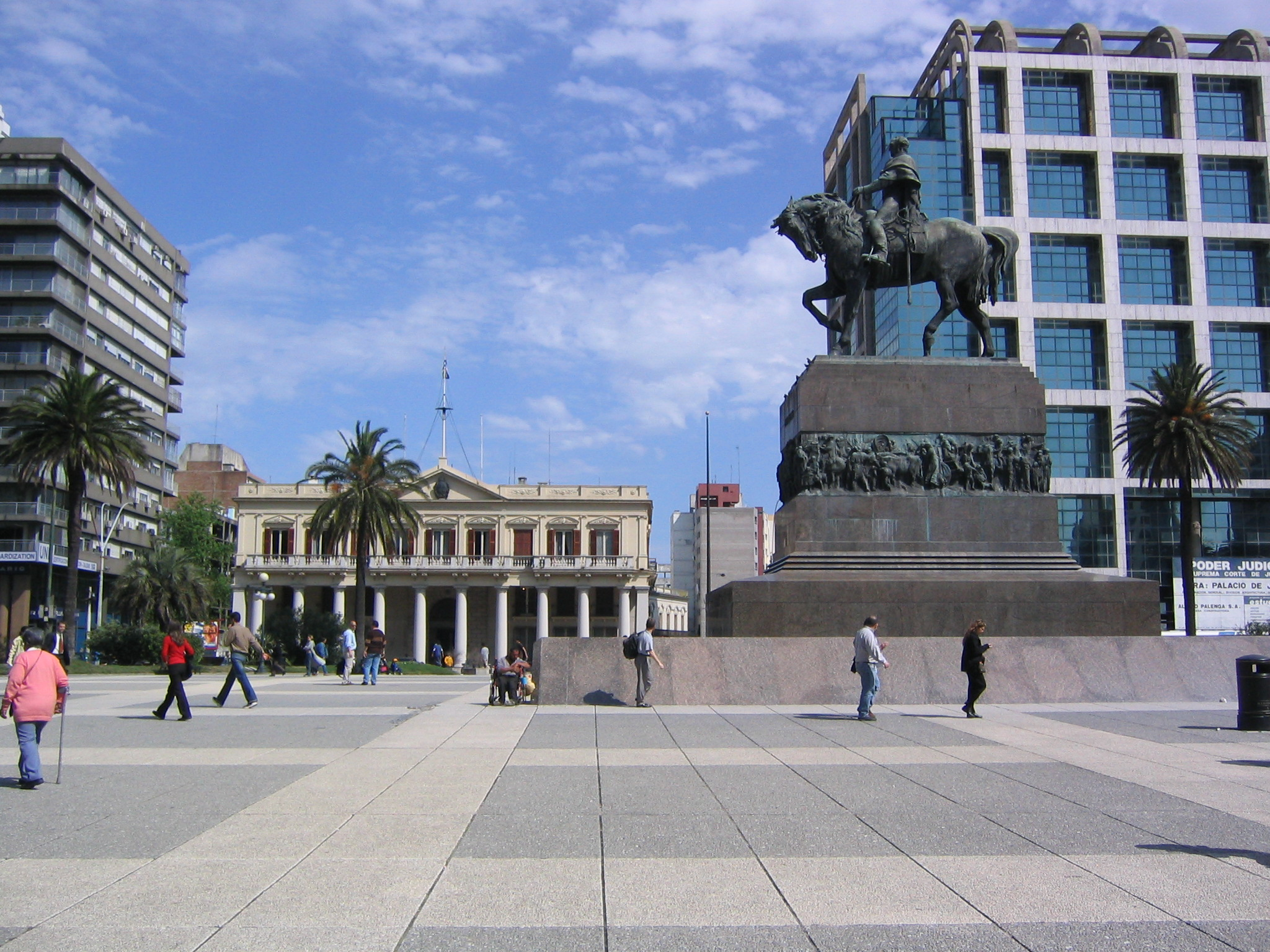
독립광장

독립광장(스페인어: Plaza Independencia)은 우루과이 몬테비데오에 있는 광장이다.